# Il corvo e la volpe

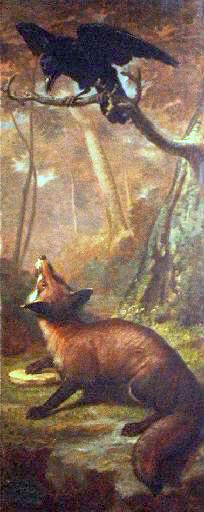
Tavola di Léon Rousseau dedicata alla favola, Museo La Fontaine

Il corvo e la volpe è una favola di Esopo (numero 124 nell'indice Perry) ripresa poi da Fedro e successivamente da Jean de la Fontaine.
"Salire sull'albero non posso" si disse la volpe, "perché lui volerebbe via immediatamente, ed io non ho le ali… Qui bisogna giocare d'astuzia!".
- Che belle penne nere hai! - esclamò allora abbastanza forte per farsi sentire dal corvo; - se la tua voce è bella come le tue penne, tu certo sei il re degli uccelli! Fammela sentire, ti prego!
Quel vanitoso del Corvo, sentendosi lodare, non resistette alla tentazione di far udire il suo brutto crà crà!, ma, appena aprì il becco, il pezzo di formaggio gli cadde e la volpe fu ben lesta ad afferrarlo e a scappare, soggiungendo: "Se poi, caro il mio corvo, tu avessi anche il cervello, non ti mancherebbe proprio altro, per diventare re". 
 Morale: chi si compiace degli elogi altrui troppo adulatori, finisce col pentirsene vergognandosi.»
(Esopo, CLXV; Fedro, I, 13.)
L'interpretazione più comune dell'opera la vede come avvertimento contro i pericoli dell'adulazione. Fedro stesso introduce la propria versione della favola con il verso: "Colui che gode d'esser lodato con subdole parole, con tardivo pentimento sconta i suoi castighi". Nella versione francese di Jean de la Fontaine, così come nella traduzione inglese di Norman Shapiro, la volpe educa il corvo con la morale a ripagarlo dell'inganno subìto.

## Seguito
La favola ha avuto un seguito, inventato da Giovanni Arpino, nel quale il corvo viene ucciso dalla figlia della volpe, dopo aver tentato di vendicarsi.